# Граф Банбери
Граф Банбери (англ. Earl of Banbury) — английский аристократический титул, созданный в 1626 году. Король Карл I пожаловал его Уильяму Ноллису, на тот момент 1-му барону Ноллису и 1-му виконту Уоллингфорду. Уильям умер в 1632 году, оставив двух сыновей, Эдуарда и Николаса. Однако оба родились, когда ему было за 80, 1-й граф не упомянул их в своём завещании, а его вдова Элизабет Говард спустя всего пять недель после его смерти вышла замуж во второй раз — за Эдуарда Вокса, 4-го барона Вокса из Херроудена. Из-за всего этого возникло мнение, что оба Ноллиса — внебрачные дети, не имеющие права на титул. Эдуард погиб в 1645 году, до совершеннолетия. Николас в 1660 году занял своё место в Палате лордов, но его права вскоре были оспорены. В 1661 году Палата постановила, что Ноллис не может являться её членом.
Потомки Николаса претендовали на титул, но ни разу не добились успеха. В мае 1804 года король Георг III намеревался пожаловать титул графа Банбери вместе с титулами виконта Уоллингфорда и барона Рединга Генри Аддингтону, но тот отказался от этой чести, чтобы остаться в Палате общин.

## Носители титула
- Уильям Ноллис, 1-й граф Банбери (1626—1632)[3];
- Эдуард Ноллис, 2-й граф Банбери (1632—1645)[4];
- Николас Ноллис, 3-й граф Банбери (1645—1674; с 1661 только de-jure)[5];
- Чарльз Ноллис, de-jure 4-й граф Банбери (1674—1740).